# Ubiratan EC
Ubiratan EC is een Braziliaanse voetbalclub uit Dourados in de staat Mato Grosso do Sul.

## Geschiedenis
De club werd opgericht in 1947. In 1986 en 1991 speelde de club een seizoen in de Série B. Ze werden ook al drie keer staatskampioen.

## Erelijst
Campeonato Sul-Mato-Grossense
1990, 1998, 1999